# Хронологія світових рекордів з бігу на 1 милю серед чоловіків (коротка доріжка)
Світові рекорди з бігу на 1 милю визнаються Світовою легкою атлетикою з-поміж результатів, показаних легкоатлетами на аренах з біговою доріжкою з довжиною кола до 200 метрів, за умови дотримання встановлених вимог.
Світова легка атлетика почала ратифікацію світових рекордів у цій дисципліні на аренах з короткою доріжкою під дахом (в приміщенні) з 1 січня 1987.
Із 1 листопада 2023 ратифікація світових рекордів у цій дисципліні була поширена також і на результати, які будуть показані на короткій доріжці і просто неба.

## Хронологія рекордів
| Результат                             | Атлет                      | Місто змагань | Дата змагань | Примітки          | Відео            |
| ------------------------------------- | -------------------------- | ------------- | ------------ | ----------------- | ---------------- |
| 3.49,78 (i)                           | Імонн Коглен Ірландія      | Іст-Ратерфорд | 27.02.1983   |                   | Відео на YouTube |
| 3.48,45 (i)                           | Гішам ель Герруж Марокко   | Гент          | 12.02.1997   |                   | Відео на YouTube |
| 3.47,01 (i)                           | Йоміф Кеджельча Ефіопія    | Бостон        | 03.03.2019   | [ 1 ] [ 2 ]       | Відео на YouTube |
| 3.46,63 (i)                           | Яред Нугусе США            | Нью-Йорк      | 08.02.2025   | [ 3 ] [ 4 ]       | Відео на YouTube |
| 3.45,14 (i)                           | Якоб Інгебрігтсен Норвегія | Льєвен        | 13.02.2025   | [ 5 ] [ 6 ] [ 7 ] | Відео на YouTube |
| 0 років, 64 дні від дати встановлення |                            |               |              |                   |                  |